# 死亡 (DC漫畫)
死亡（英語：Death）是一名DC漫畫作品《睡魔》（1989年至1996年）中的虛構角色，首次登場於第二卷#8（1989年8月），由作家尼爾·蓋曼和藝術家麥克·德林伯格所創作。
在故事中，死亡既是生命的終結，也是護送死靈的存在。就和其他死亡的擬人化特徵一樣，死亡會現身與剛剛去世的人碰面並引導他們進入新的生命形式。但據中的毀壞所述，死亡還探視了出生的人，且只有她會知曉這些遭遇。在特刊中，還揭示了死亡在古希臘被稱為。
從物理層面而言，死亡也與西方傳統的死神形象不同。在《睡魔》中的死亡是個穿著便服（通常是黑色上衣和牛仔褲）、膚色蒼白、迷人又年輕的哥德式女子；她的脖子上戴著一條銀色的生命之符項鍊，且右眼形似荷魯斯之眼。她性格開朗、踏實、活潑開朗，且與家人夢的關係最為良好。這種反差使死亡成為了《睡魔》最受歡迎的角色之一，且還被《帝國雜誌》評為第15大漫畫人物。

## 歷史
死亡的其他化身也出現在DC宇宙中。在《原子隊長》#42中，也出現了象徵死亡的黑色跑者和黑死帝。故事表示這三人皆是平等，代表了死亡的不同面。但尼爾·蓋曼否認了這一點，但是他的故事清楚地表明，無盡的死亡才是死亡的終極人格化。但仍能假定黑死帝、黑色跑者和黑閃電和她有某種連繫。另外，DC宇宙中可能有多個化身或死亡之神，除了那些自稱死亡的人。《极黑之夜》解決了這種明顯的矛盾或模棱兩可的問題，黑死帝不再被稱為死亡的一種面相，而是作為響應於情緒光譜的的黑暗所形成的構建體。
死亡更傳統的版本是個穿著藍色或紫色斗篷的骷髏，曾在《怪異故事》、《秘密之家》、《鬼魂》、《怪異戰事》等DC作品中作為主持人出現。
在《女巫時刻》#56（1975年7月）中，死亡以一頭紅金色短捲髮的女子形象出現。而在《沼澤異形》第二卷#6中，魅影陌客遇見了以中年紳士形象的死亡。
當前的死亡化身最初登場在《睡魔》第一部《前奏與夜曲》的最後一章中，其中她的話給了夢一些方向。死亡立即在讀者中擁有高人氣，並在隨後的九部中都至少短暫出現過。但蓋曼則選擇將戲份多分給其他無盡的成員，而使受到讀者歡迎的死亡之戲份並沒有很多。

### 角色設計

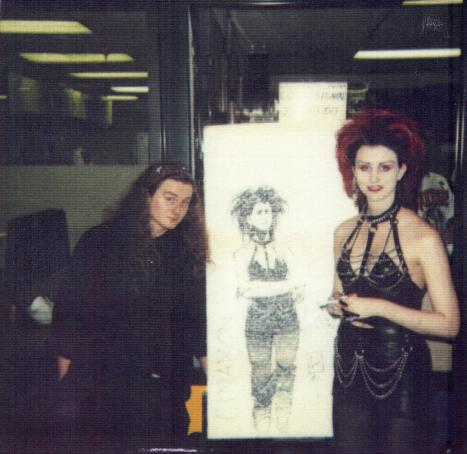
西娜蒙·「西恩」·哈德利（Cinamon "Sin" Hadley，右）為死亡的靈感來源

根據蓋曼的說法，死亡最初的視覺設計是取自德林伯格的朋友西娜蒙·哈德利（Cinamon Hadley）的外貌。以下引用自《睡魔指南》：

死亡是唯一一個沒有視覺效果的主要角色。這要歸功於麥克·德林伯格。在我最初的《睡魔》輪廓中，我建議死亡要看起來像1968年的搖滾明星妮可。她在《車路士女孩》專輯的封面上擁有完美的頰骨和完美的臉龐。但麥克·德林伯格有他自己的想法，因此他給了我一張他認識、名叫西娜蒙·哈德利的女人的圖，那圖後來印在睡魔11上。我看著它並立刻有了反應，「哇，真酷。」那天晚點，戴夫·麥基恩和我在車路士的共進晚餐，而為我們服務的女服務員就是種願景。她是美國人，留著黑色長髮、穿著全黑的衣服（黑色牛仔褲、T恤等），並在一條銀項鍊上戴了一條大大的銀色生命之符。她看上去就像是麥克·德林伯格畫出來的死亡。

哈德利於2018年1月6日去世，享年48歲。
麥基恩還曾使用了一系列專業英格蘭模特兒在《睡魔》封面上扮演過死亡。儘管有一些謠言，但死亡並非以蓋曼的朋友多莉·艾莫絲為依據。

## 人物
死亡在生命擬人家族無盡中排行第二。死亡可能是無盡中最強大（也是宇宙中最強大的生物，与路西法·晨星以及米迦勒·德米尔戈斯持平，同为仅次于上帝的存在）、全知的存在（在《短暫的生命》的倒敘中透露）。女巫塞萨莉（Thessaly）提到死亡是无尽中唯一不受任何約束的人。《俄尔甫斯之歌》中毁灭称她是可以做任何她想做的事情的存在。而在《短暫的生命》中則透露，她是无尽的唯一一位可以在宇宙化身終結時倖存下來的人，眩晕手册确认她可以在上帝造物之外的其它造物中存在，其意志力之强大甚至超越了上帝意志化身的路西法在系列漫畫中從未詳細描述死亡平時待的地方，但能在《睡魔特刊》（Sandman Special）、《俄耳甫斯之歌》（Song of Orpheus）和後來的《魔法之書》中能短暫看到她的「房子」：在當中能看見她的帽子收藏、金魚史利姆（Slim）與汪德斯沃斯（Wandsworth），以及她的畫廊。
每個世紀的某一天，死亡會以凡人的身份活在凡間，以瞭解自己所擁有的生命價值（為此，她會變成在當天死去的凡人）。

## 能力
死亡是個全知全能的不朽生物。她並非死亡之神或它的代理人，而是死亡本身：生命的盡頭。以至於死亡在離開自己的角色時曾說：「當最後的生命死去時，我的工作就已完成了。我會將椅子放在桌子上、關掉燈並在我離開時將宇宙鎖在我身後。」

## 其他媒體
- 在DC陳列櫥動畫短片《死亡》（Death，2019年）中，死亡首次在漫畫外的媒體露面[14]。故事描述死亡（鄭智麟配音）與文森特（李奧納多·南）的相遇，其中後者是一位與自己心魔鬥爭的失敗藝術家。該片由劉山姆（英语：Sam Liu）執導，J·M·德馬泰斯（英语：J. M. DeMatteis）編劇，於2019年10月22日作為《神力女超人：血脈（英语：Wonder Woman: Bloodlines）》的DVD特輯發行[15]。
- 2022年Netflix影集《睡魔》中由柯爾比·豪威爾-巴普蒂斯特（英语：Kirby Howell-Baptiste）飾演死亡。

## 外部連結
- Death at the Comic Book DB